# Lenni Cirino
Lenni Rae Cirino (25 gennaio 2003) è un calciatore montserratiano, difensore del Clitheroe e della nazionale montserratiana.

## Caratteristiche tecniche
Gioca come terzino sinistro.

## Carriera

### Club
Cirino è cresciuto nel settore giovanile del Blackburn ed ha firmato il suo primo contratto professionistico il 27 maggio 2021. Ha ricevuto la prima convocazione in prima squadra il 21 agosto dello stesso anno, in vista dell'incontro di Championship contro il West Bromwich dove però non è sceso in campo. Lascia il club da svincolato al termine della stagione 2023-2024, senza aver mai esordito in prima squadra.

### Nazionale
Ha debuttato con la nazionale montserratiana il 5 giugno 2024 nell'incontro di qualificazione per il campionato mondiale 2026 perso 4-1 contro il Nicaragua.

## Statistiche

### Cronologia presenze e reti in nazionale
| Cronologia completa delle presenze e delle reti in nazionale ― Montserrat | Cronologia completa delle presenze e delle reti in nazionale ― Montserrat | Cronologia completa delle presenze e delle reti in nazionale ― Montserrat | Cronologia completa delle presenze e delle reti in nazionale ― Montserrat | Cronologia completa delle presenze e delle reti in nazionale ― Montserrat | Cronologia completa delle presenze e delle reti in nazionale ― Montserrat | Cronologia completa delle presenze e delle reti in nazionale ― Montserrat | Cronologia completa delle presenze e delle reti in nazionale ― Montserrat |
| Data                                                                      | Città                                                                     | In casa                                                                   | Risultato                                                                 | Ospiti                                                                    | Competizione                                                              | Reti                                                                      | Note                                                                      |
| ------------------------------------------------------------------------- | ------------------------------------------------------------------------- | ------------------------------------------------------------------------- | ------------------------------------------------------------------------- | ------------------------------------------------------------------------- | ------------------------------------------------------------------------- | ------------------------------------------------------------------------- | ------------------------------------------------------------------------- |
| 5-6-2024                                                                  | Managua                                                                   | Nicaragua                                                                 | 4 – 1                                                                     | Montserrat                                                                | Qual. Mondiali 2026                                                       | -                                                                         | 59’ 70’                                                                   |
| Totale                                                                    |                                                                           | Presenze                                                                  | 1                                                                         |                                                                           | Reti                                                                      | 0                                                                         |                                                                           |